# Estel (màquina)

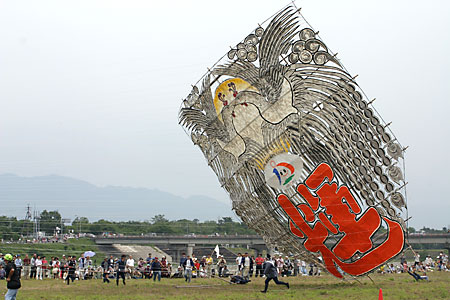
El Yokaichi Giant Kite Festival se celebra el quart diumenge de maig, Higashiomi, Shiga, Japó

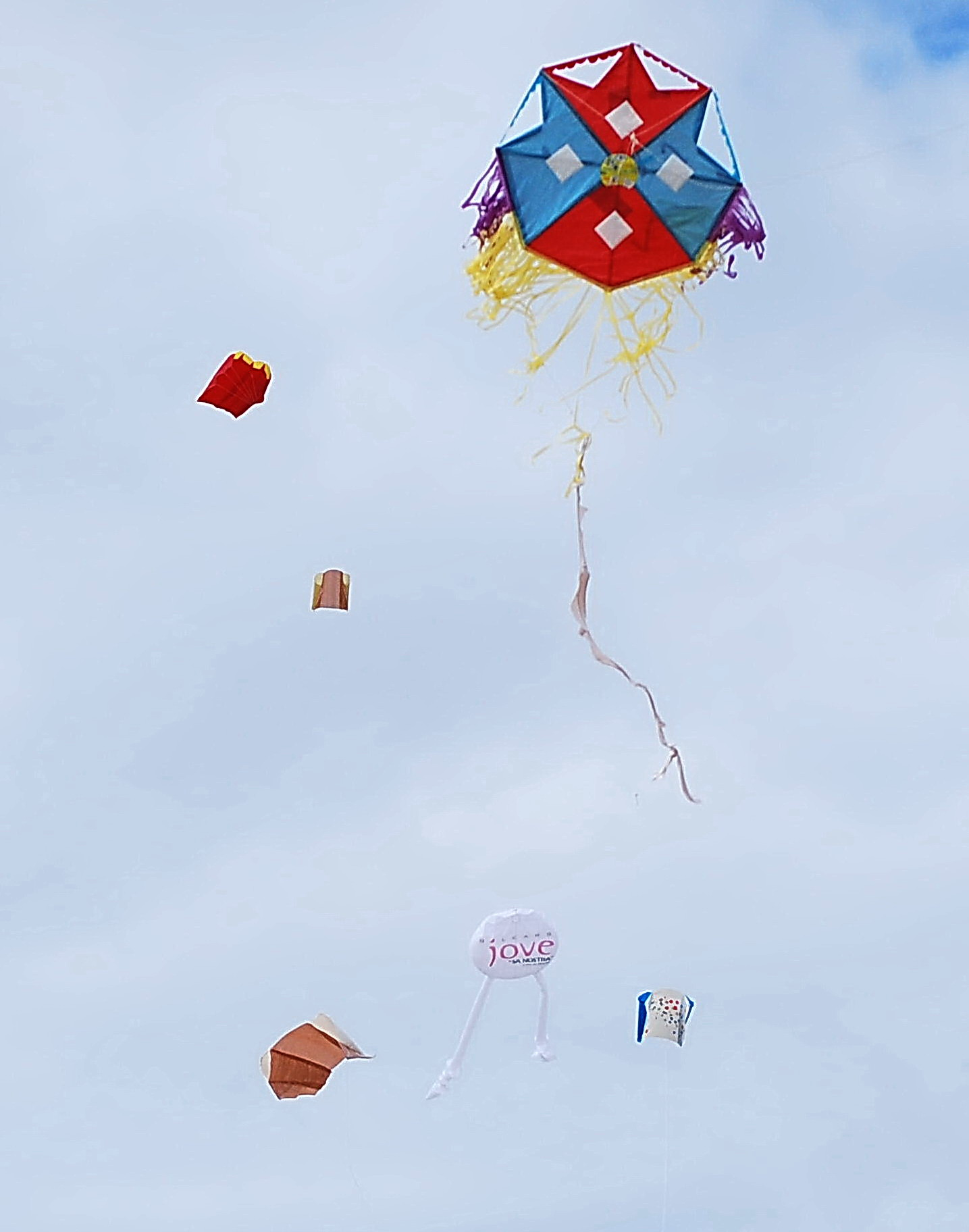
estels d'un fil

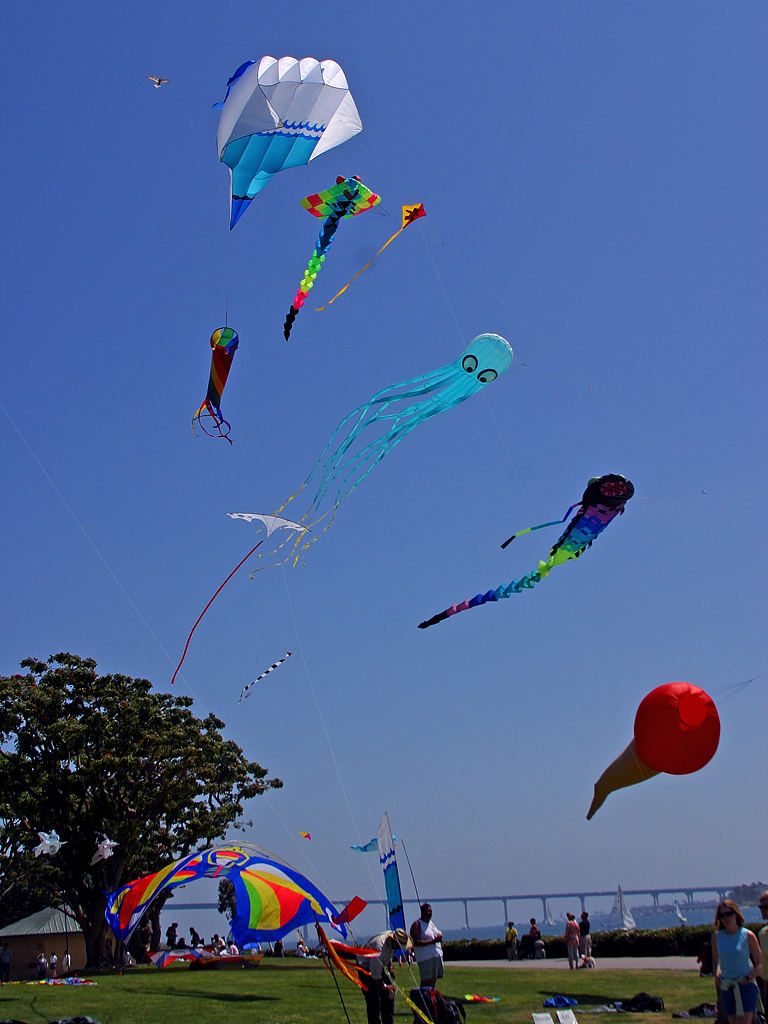

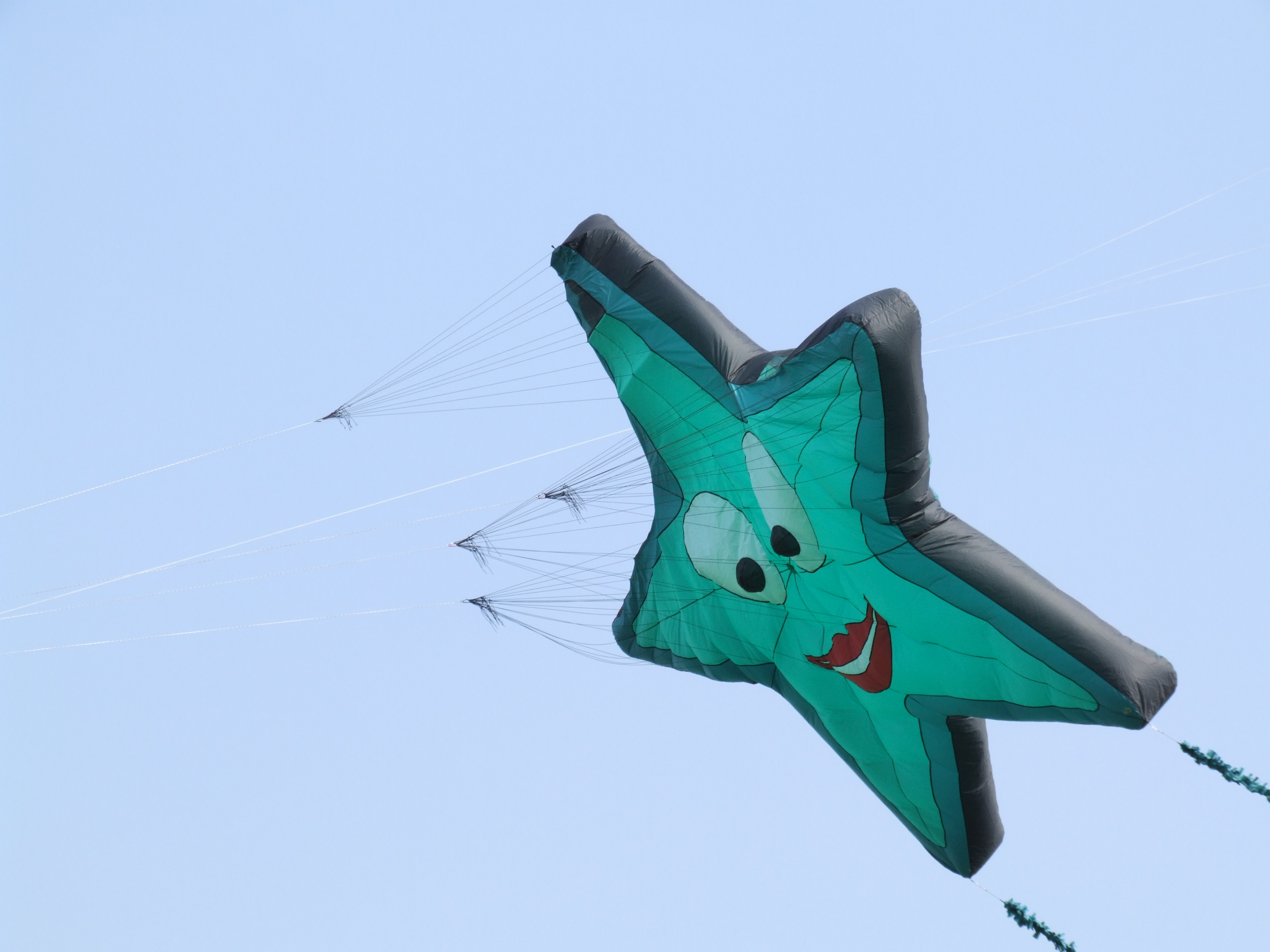

Un estel, grua, catxerulo, miloca, milotxa o milorxa, cometa, caputxó (sense canyes), caputxí, passavolant o quan és llarguer bacallà a Tarragona és una màquina simple, normalment considerat una joguina, que es pot fer envolar amb l'ajuda del vent. Sol ser fet de seda, paper o material sintètic lleuger, estès mitjançant una estructura de canyes o alguna altra matèria, i que es controla amb un o diversos fils.
És un artefacte volador més pesat que l'aire (aerodina), que vola gràcies a la força del vent ia un o diversos fils que la mantenen des de terra en la seva postura correcta de vol. És un joc tradicional, però també es realitzen competicions d'estels en què concorren principalment adults; des de 1980 es fan concursos a l'antiga usança en què intervenen centenars de participants.
És molt comú veure'ls en mans de nens, ja que principalment van ser creades per a ells.
A causa de la seva pròpia construcció l'habitual és desplegar els estels en llocs oberts i ventosos, com ara descampats o platges.

## Etimologia en català
- Al Principat de Catalunya es diu estel, cometa, grua.
- Al País Valencià, es diu milotxa i les tradicionals de canyes i paper de ceba es coneixen amb el nom de catxerulo o catxirulo,[2] o tonell, els quals es comencen a envolar (empinar) generalment a partir de Setmana Santa, en coincidència amb la tradicional menjada de la mona de Pasqua. A la València del Nord se'n diu passavolant.
- En català nord-occidental, estel, cometa, grua; milorxa (Mequinensa), milotxa (Riba-roja d'Ebre, Amposta), bacallà (quan és gros, tortosí) i passavolant'.
- A les Balears, miloca (sud-est), estel i milotxa (Eivissa), estrella(Menorca).

## Història

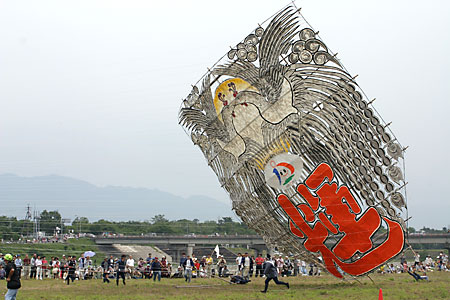
Festival d'estels gegants Yokaichi, celebrat cada quart diumenge de maig a Higashiōmi, Shiga, Japó.

Els estels van néixer a l'antiga Xina. Se sap que al voltant de l'any 1200 aC s'utilitzaven com a dispositiu de senyalització militar. Els moviments i els colors dels estels indicaven una sèrie de missatges mitjançant els quals es comunicaven en la distància diferents destacaments militars. A Europa en el segle xii els nens ja jugaven amb estels a les quals afegien cordes per fer-los volar. És de destacar la labor exercida pels estels com a equips de mesurament atmosfèric. El polític i inventor nord-americà Benjamin Franklin va utilitzar un estel per investigar els rajos i inventar el parallamps. Avui dia, l'estel manté la seva popularitat entre nens de totes les cultures.
L'evolució dels estels sembla haver influït directament en la invenció dels planadors, paracaigudes i parapents. A la Xina s'utilitzaven en ocasions grans estels amb plànols corbats que els permetien aprofitar la força sustentadora de l'efecte Bernoulli; a finals del segle xix un australià inspirant-se en tals estels i en planadors com els d'Otto Lilienthal va dissenyar ales amb aquest perfil, que combinades amb l'ús d'un motor d'explosió interna suficientment lleuger i potent, haurien resultat en la invenció del primer avió operativament pràctic per part dels germans Wright en 1903.

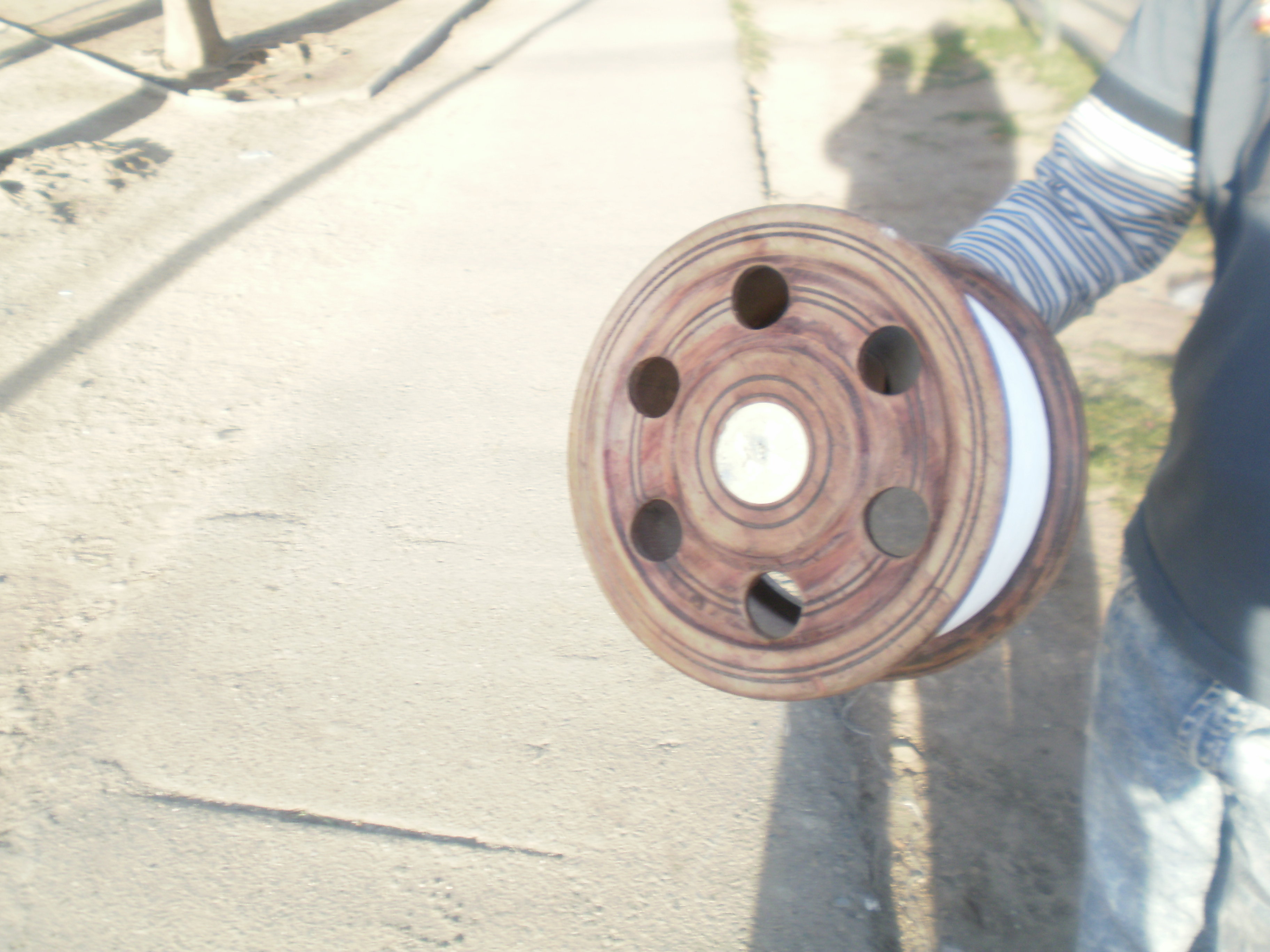
Rodet d'estel.

Durant el segle xix, aquesta joguina va ser objecte de prohibicions per qui ho feia ascendir per l'aire igual que el seu parent el globus aerostàtic, exemple d'això és la disposició continguda en el Bàndol d'agost de 1862 en el qual es mana que sigui posat en “coneixement del públic, que es troba en tot el seu vigor i força... (la prohibició de)... elevar globus de paper o d'una altra matèria... En els casos que això es pretengui en funcions públiques, es demanarà prèviament llicencia a aquest govern”. Al febrer de 1869, just en la temporada més propícia per fer-les volar, el periòdic El Siglo Diez y Nueve va publicar l'article “PAPELOTES” (és un error anomenar-los així creient que és un aumentatiu de paper):
| « | “El Govern del Districte ha publicat el següent: ?Es recorda al públic, d'ordres del ciutadà Governador, la disposició vigent que prohibeix es tirin paperots en els terrats, carrers i places, si no és en les dels suburbis; sota el concepte que es faran efectives les penes... determinades per als infractors d'aquestes disposicions. Mèxic, febrer 2 de 1869”. | » |

En els anys 1960, el xilè Guillermo Prado va inventar el rodet per manejar el fil dels estels. A finals de la dècada, durant l'anomenada Revolució Cultural, el règim comunista de la Xina va prohibir —entre altres innombrables restriccions— fer volar estels. Aquesta activitat recreativa també va ser declarada il·legal entre 1996 i 2001 pels talibans d'Afganistan els qui, novament amb la seva arribada al poder en 2021, amenacen la seva lliure pràctica.
En alguns països, es desenvolupa un joc on els estels competeixen a tallar-se els fils de sustentació gràcies a un fil impregnat amb vidre o pols d'esmeril. Una vegada aconseguit l'objectiu sorgeix una competència dels nens per apropiar-se del volantí o cometa tallat. Aquest joc ha estat molt combatut per les autoritats els últims anys pels danys que poden causar a tercers no implicats en el joc.
Com a curiositat, en francès s'anomena cerf-volant (‘cérvol volador’), però aquest nom prové de l'occità sèrp-volante (‘serp voladora’), per la forma dels estels de llargues cues onejant al vent.

## Marques
Hi ha diverses marques històriques relacionades amb els estels:
- Altura: més de 9.740 m en 1979.
- Durada de vol: 180 hores i 17 minuts
- Longitud: 1.034 m (el Kraken, estel francès en forma de monstre amb cua immensa), en 1990.
- Nombre d'estels simultanis: 11.284 (en 1990).
- Superfície: el MegaFlag del neozelandès Peter Lynn (1.000 m²).
- Major quantitat de persones que van remuntar el mateix estel: en 1921, 234 persones van tirar del fil d'una pipa a Moruyu (Brasil). En aquesta sèrie de cartrons, com en la de les estacions, Goya reflecteix el món i els costums del poble de Madrid. En aquest cas es tracta d'un joc molt popular que servia de distracció als macos de la seva època, el tirar a volar l'estel, que realment en el quadre té poca importància. El més important són els tipus que Goya representa amb gran naturalisme i realitat. El colorit és molt intens i ajuda a destacar els detalls dels vestits dels personatges. Aquests vestits i aquests personatges es coneixen en l'actualitat com a goyescos.

## Tipus d'estel
Pel nombre de fils es poden classificar en estàtics o d'un fil i esportius amb més fils (acrobàtics o de tracció).

### Caràcter de l'ala
- Monoplà.
- Ala rígida.
- Biplà.
- Multiplà.
- Estel ordinari.
- Pava. Aquest estel té forma de creu.
- Barril. Estel en forma d'hexàgon.
- De baixa relació d'aspecte.[12] Les ales tenen una corda estreta, en comparació de la seva envergadura.
- D'alta relació d'aspecte. Les ales tenen una corda ampla, en comparació de la seva envergadura.
- Inflada per impacte d'aire (ram-air).
- De bufeta tancada inflada amb gas.[13][14][15]
- Ala rotatòria. També coneguda com a estel de rotor o giroglider (per exemple, Focke Achgelis Fa 330).[16]

### Estels de múltiples unitats
Un estel d'unitats múltiples es pot fer d'una sola ala, de diverses ales o de diverses unitats de sub-estels.

### Multipilot
Els grans sistemes d'estels poden requerir més d'una persona per fer-los volar amb vent

## Parts d'un estel
Les parts d'un estel amb estructura són: brida, estructura (fusta, canya o fibra), revestiment o vela (paper, seda o tela sintètica), cua o coa (en estels plans) i tibants (cadascun dels fils que partint del centre i els vèrtexs de l'estel, es reuneixen en un, lligant-se al cordill amb què es fa enlairar la grua).

## Materials

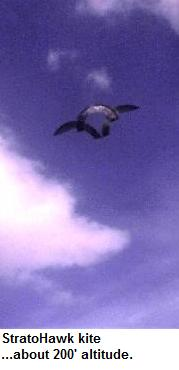
Estel d'styrofoam sense espatlla

Els dissenys sovint emulen insectes voladors, ocells i altres bèsties, tant reals com mítiques. Les millors estels xinesos estan fets de bambú dividit (normalment bambú daurat), coberts de seda i pintats a mà. En estels més grans, les frontisses i els pestells intel·ligents permeten desmuntar l'estel i plegar-lo de manera compacta per emmagatzemar-lo o transportar-lo. Els estels més barats produïts en massa sovint es fabriquen amb polièster imprès en lloc de seda.
Les cues s'utilitzen per a alguns dissenys d'estel d'una sola línia per mantenir el morro de l'estel apuntant al vent. Els spinners i els spinsocks es poden connectar a la línia de vol per obtenir un efecte visual. Hi ha mitjons de vent que giren com una turbina. Els estels de mida considerable poden ser tenir cues, spinners i spinsocks de 15 m de llarg o més.
Les estels acrobàtics moderns utilitzen dues o quatre línies per permetre un control fi de l'angle de l'estel amb el vent. Les cometes de tracció poden tenir una línia addicional per parar l'estel i mecanismes d'alliberament ràpid per desenganxar l'usuari i l'estel en cas d'emergència.

## Usos dels estels
Les cometes s'han utilitzat per al vol humà, aplicacions militars, ciència i meteorologia, fotografia, aixecament d'antenes de ràdio, generació d'energia, experiments d'aerodinàmica i molt més.
Més modernament, els estels adquireixen gran sofisticació i existeixen competicions i modalitats (surf d'estel, kitemountain, kitebuggy) en les quals el pilot que envola l'estel pot ser enlairat uns quants metres durant uns segons per la seua força de tracció. En ambdues primeres modalitats en una planxa de fusta o fibra en l'aigua o en la sorra i en la tercera en un carro de tres rodes. També han estat emprats a vegades com a eina d'espionatge. Fins i tot, es feien volar amb persones, per observar els moviments de l'enemic.

## Problemes generals de seguretat

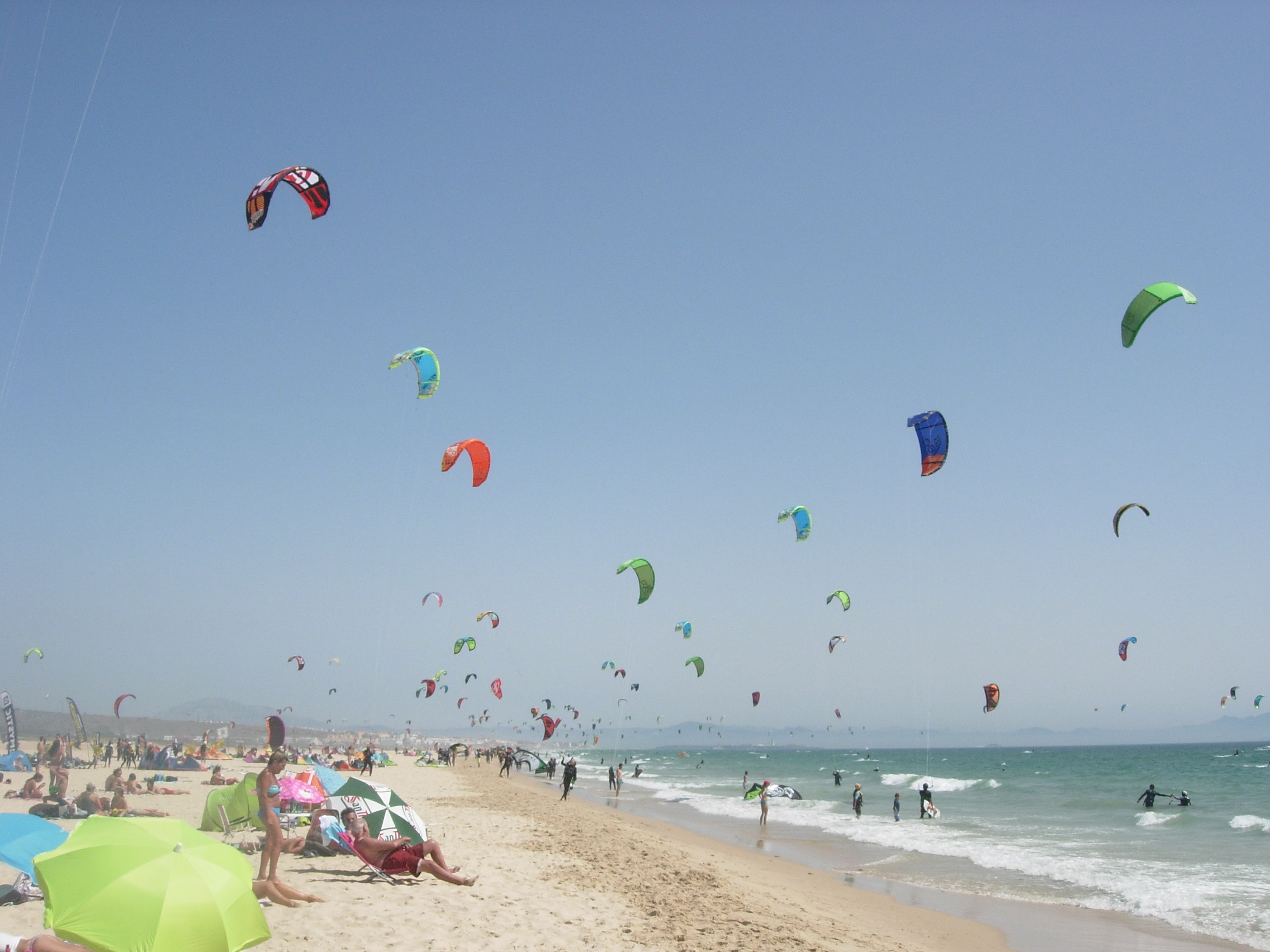
Una bona ubicació per fer volar un estel és a la platja, ja que els vents que viatgen a través del mar contenen poques corrents d'aire amunt o avall que fan que les estels volin de manera erràtica.

Hi ha problemes de seguretat relacionats amb el vol d'estels. Els fils d'estel poden colpejar i enredar-se amb les línies elèctriques, provocant talls d'energia i corrent el risc d'electrocutar el volador d'estels. Els fils o el cable d'estel humits poden actuar com a conductors d'electricitat estàtica i llamps quan el temps és tempestuós. Les cometes amb una gran superfície o una gran capacitat d'elevació poden aixecar els voladors del terra o arrossegar-los cap a altres objectes. A les zones urbanes sol haver-hi un sostre a l'alçada que es pot volar un estel, per evitar que l'estel i el fil infringeixin l'espai aeri d'helicòpters i avions lleugers. També és possible que els estels de combat matin persones, com va passar a l'Índia quan tres espectadors van morir en incidents separats durant el Dia de la Independència, l'agost de 2016, que va precipitar la prohibició de certs tipus de fil millorat.
El govern d'Egipte va prohibir el vol d'estels el juliol de 2020, confiscant 369 estels al Caire i 99 a Alexandria, citant problemes de seguretat i seguretat nacional.
Al Brasil, abans de l'ús generalitzat dels telèfons mòbils i altres sistemes de comunicació moderns, era habitual que a les faveles s'enlairessin estels per alertar als narcotraficants de l'arribada de policies.